# Pas (fiume)
Il Pas è un fiume del nord della Spagna che nasce dai monti Cantabrici, attraversa la comunità autonoma della Cantabria e sbocca nel Golfo di Guascogna, qui detto Mar Cantabrico.

## Percorso

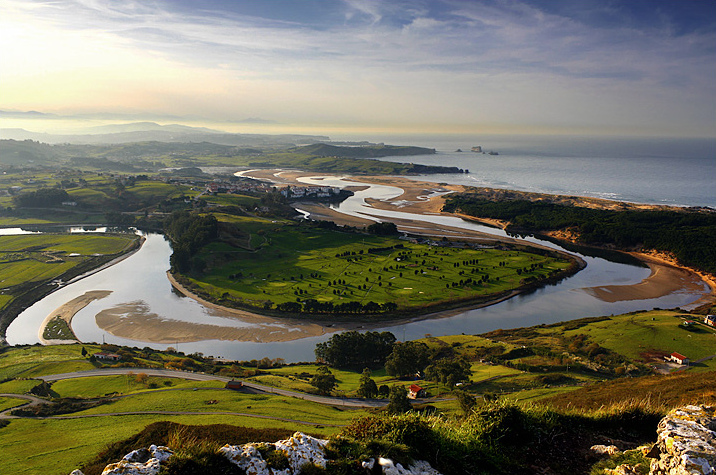
L'estuario del Pas

Il fiume nasce  in località Pie de Castro Valnera y Peñas Negras nel comune di Vega de Pas e sbocca in località Ría de Mogro, tra i comuni di Piélagos e Miengo, dopo un percorso di 57 km. La superficie del suo bacino ( che viene detto Pas- Pisueña) e di 649 km², mentre la portata annuale d'acqua è di 572 hm³.

## Affluenti principali
I principali affluenti del Pas sono:
- Yera,
- Viaña,
- Barcelada,
- Jaral,
- Magdalena, Pandillo
- Pisueña (l'affluente più importante, di circa 32 km e con un bacino proprio di circa 200 km²).